# Alfa Romeo BAT
L'Alfa Romeo BAT est une série de concept cars produite par Alfa Romeo de 1953 à 2008.

## Histoire
La famille des 
BAT, abréviation qui signifie Berlinetta Aerodinamica Tecnica - Berlinette Aérodynamique Technique, est composée de quatre modèles dont le premier BAT 5, construit en 1953, le deuxième BAT 7, en 1954 et le troisième BAT 9 en 1955 sont dus au crayon de Franco Scaglione, célèbre designer italien pour le compte de la Carrozzeria Bertone. Le quatrième modèle BAT 11 de 2008 porte le logo Alfa Romeo et est le fruit de la collaboration entre le constructeur automobile milanais et le maître carrossier.
C'est en 1952 qu'Alfa Romeo prend directement contact avec Nuccio Bertone pour lui commander trois voitures dont le but était d'obtenir le coefficient aérodynamique Cx le plus faible, l'objectif était de passer sous la barre de 0,25. Les bases mécaniques de ces voitures devait être l'Alfa Romeo 1900. L'objectif sera largement atteint puisque la BAT 5 disposait d'un Cx de 0,23 et les deux BAT suivantes de 0,19.

## Modèles

### BAT 5

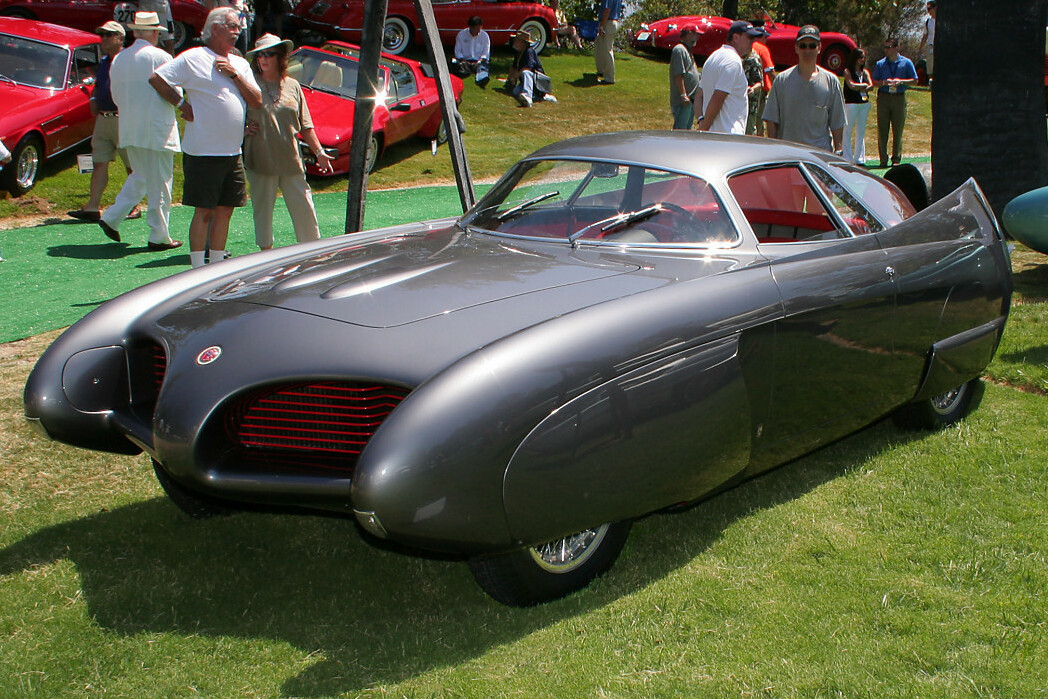
Alfa Romeo BAT 5.

La BAT 5 a été construite et présentée au Salon de l'automobile de Turin en avril 1953. Les essais en soufflerie montrent que cette voiture qui pèse 1.100 kg, peut se déplacer à 201 km/h, sa vitesse maximale, sans turbulences aérodynamiques. Son Cx est de 0,23.

### BAT 7

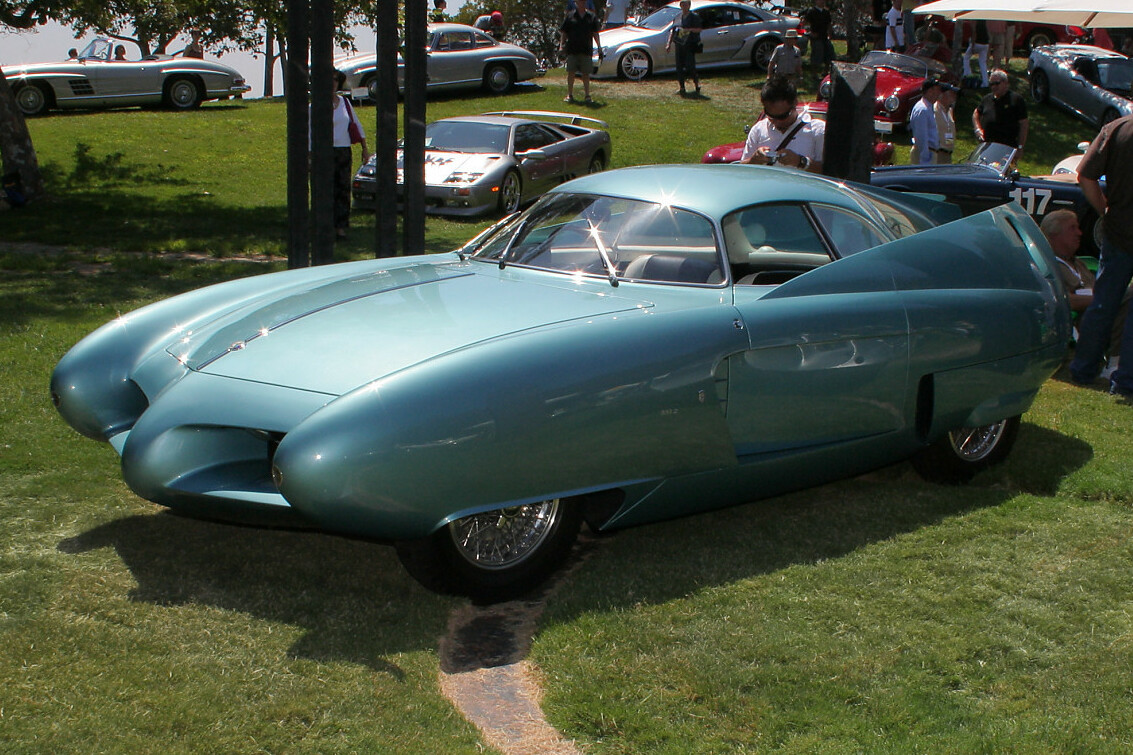
Alfa Romeo BAT 7.

La BAT 7, présentée lors du Salon de l'automobile de Turin en avril 1954, était encore plus radicale dans la conception qui est composée d'énormes ailerons de courbes. Le Cx est de 0,19.

### BAT 9

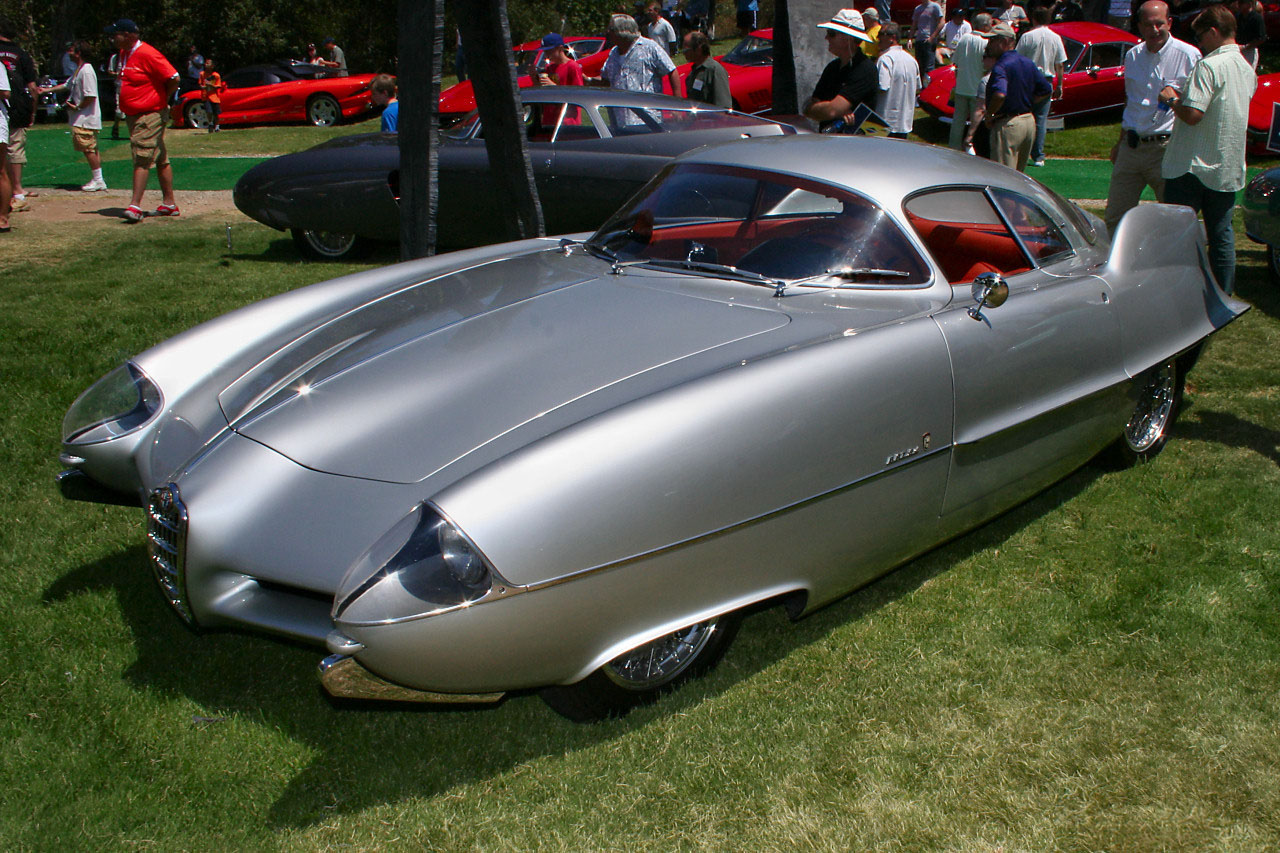
Alfa Romeo BAT 9.

La BAT 9 est la troisième voiture objet de la commande d'Alfa Romeo. Présentée lors du Salon de l'automobile de Turin en avril 1955, elle dispose des ailes réduites et une conception qui était plus proche d'une voiture de sport de production.
Le célèbre et réputé carrossier Bertone a créé une automobile plus proche des voitures de sport "grand public". Les modifications principales par rapport aux deux modèles précédents portent sur les ailes arrière et les ailettes incurvées, d'un design unique. Le style de la carrosserie a peut-être pris en compte les contraintes en cas de mise en production future du prototype. C'est sans doute le plus attrayant des concepts-cars BAT de cette époque.

### BAT 11

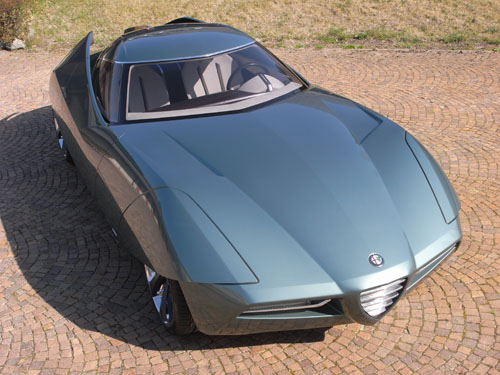
Alfa Romeo BAT 11.

Plus de 50 ans plus tard, le carrossier Bertone propose une nouvelle voiture dans la lignée des 3 modèles des années cinquante. La Bertone BAT 11 ou Alfa Romeo BAT 11 a été présentée au salon de l'automobile de Genève 2008. La voiture est conçue sur la base mécanique de l'Alfa Romeo 8C Competizione.
Le modèle a été conçu à la suite d'une commande de Gary Kaberle, un riche citoyen américain, ancien propriétaire du prototype BAT 9, en hommage à son épouse décédée.